# Valéry Ondo
Valéry Ondo   (Gabon, 14 d'agost de 1967) és un exfutbolista del Gabon de la dècada de 1990.
Fou internacional amb la selecció de futbol del Gabon. Pel que fa a clubs, destacà a Espérance Tunis.